# Еколошка географија
Еколошка географија је грана географије која описује и објашњава просторне аспекте интеракција између људских појединаца или друштава и њихове животне средине. Ове интеракције се називају спојени системи човека и средине.